# Ogorzelewo
Ogorzelewo [pronunciación en polaco: /ɔɡɔʐɛˈlɛvɔ/] es un pueblo ubicado en el municipio (gmina) de Chodecz, en el distrito de Włocławek, voivodato de Cuyavia y Pomerania, Polonia.